# グッド・オールド・ボーイズ
『グッド・オールド・ボーイズ』（Good Old Boys）は、ランディ・ニューマンの4作目のスタジオ・アルバムである。
前作同様、レニー・ワロンカーとラス・タイトルマンによってプロデュースされ、1974年9月10日にアメリカ合衆国でリプリーズ・レコードより発売となった。

## 概要
知的な風刺と意図的な残酷さ間の際どい境界線上を歩く内容がしばしば見られるのがニューマンの歌詞の特徴と言えるが、本作にはそれが顕著に現れている。ニューマンの最も挑発的な作品のひとつである。
当初は『Johnny Cutler’s Birthday』と題したコンセプト・アルバムとして制作が始まった。ジョニー・カトラーは、アラバマ州の白人鉄鋼労働者という設定の架空人物であり、彼の視点から人種差別が根強い保守的な米国南部を描き出す試みであった。
「Rednecks」は、人種差別主義者として知られたジョージア州知事レスター・マドックスがテレビ番組ディック・キャヴェット・ショーで嘲笑われるのを見たカトラーが怒る様子が歌われている。題名にある「レッドネック」とは南部の貧しい保守的な白人のことを指す言葉で、カトラーはそのような人物として描かれる。「僕らはレッドネックだ、地面の穴とケツの区別もつかない。僕らはレッドネックだ。ニガーを抑えつけるんだ」と黒人に対する差別語である「nigger」という言葉を繰り返すなど、物議を醸しだす歌詞が特徴である。
「Birmingham」はアラバマ州のバーミンガムに住むカトラーの家族を紹介する内容、そして続く「Marie」はカトラーの妻マリーに対する愛情を吐露した楽曲である。しかし歌詞の中で「ときに僕はクレイジーで、知っていると思うけど僕は弱く、不精で君を酷く傷つけた」と歌っていることから、結婚生活が円満とは言えない状況をうかがわせる。
「Mr. President (Have Pity on the Working Man)」は、不景気に苦しむ米国の労働者が貧困の緩和をリチャード・ニクソン大統領へ求める内容である。
「Louisiana 1927」はミシシッピ川沿岸を襲った1927年のミシシッピ大洪水について歌っているが、ルイジアナ州を題材にしたこの曲によって、ニューマンはアラバマ州の一個人をテーマにしたコンセプトを広げる方向に舵を切っている。
「Every Man A King」と「Kingfish」の2曲は、大洪水後の1928年からルイジアナ州知事を務めたポピュリスト政治家、ヒューイ・ロングに関するものだ。前者は本作唯一のニューマンのオリジナルではない楽曲であり、ロングのスローガン「誰もが王様」を歌ったキャンペーン・ソングである。ルイジアナ州立大学の楽団の指揮者カストロ・カラゾとロング自身が1935年に共作したものが原曲である。ニューマンはこの曲をイーグルスのメンバーとともに歌っている。「Kingfish」はロングのニックネームであり、歌詞は彼の業績を誇示する架空のスピーチという設定となっている。
ニューマンは、本作でストリングスやホーンを巧みに施しつつ、サウンドにサザン・ソウルとカントリー・ミュージックの要素を加え、広がりを見せている。カントリー色を出すことには、アル・パーキンズのペダル・スティール・ギターが貢献した。
このアルバムの初披露となるコンサートは、1974年10月5日にジョージア州アトランタのシンフォニー・ホールで行なわれ、ゲストにライ・クーダーが出演。ニューマンがアトランタ交響楽団を指揮した。

### シングル・カット
米国では1975年に「Naked Man」（B面は「Guilty」）がシングル・カットとなり、さらには同年「Louisiana 1927」（B面は「Marie」）がそれに続くシングルとなっている。

### 再発CD
2002年に発売された再発CDはデジタル・リマスターされた2枚組となっており、1枚目はオリジナル・アルバム＋「Marie」のデモ・バージョンを収録、2枚目は当初のコンセプト・アルバム『Johnny Cutler’s Birthday』（全て未発表のデモ・トラック）を収録する内容となっている。

## 販売成績
本作は、ニューマンにとって初めて商業的に成功を収めた作品であり、ビルボードトップ200の36位まで上昇した。

## 収録曲
- オリジナル・リリース（1974年）

| #         | タイトル                                                          | 作詞・作曲                  | 時間  |
| --------- | ----------------------------------------------------------------- | --------------------------- | ----- |
| 1.        | 「Rednecks」(レッドネック（貧しい白人）)                          | Randy Newman                | 3:07  |
| 2.        | 「Birmingham」(なつかしバーミンガム)                              | Randy Newman                | 2:45  |
| 3.        | 「Marie」(愛するマリー)                                           | Randy Newman                | 3:07  |
| 4.        | 「Mr. President (Have Pity on the Working Man)」(大統領殿)        | Randy Newman                | 2:45  |
| 5.        | 「Guilty」(罪)                                                    | Randy Newman                | 2:30  |
| 6.        | 「Louisiana 1927」(ルイジアナ1927)                                | Randy Newman                | 2:54  |
| 7.        | 「Every Man A King」(エヴリ・マン・ア・キング)                    | Castro Carazo, Huey P. Long | 1:02  |
| 8.        | 「Kingfish」(キングフィッシュ)                                    | Randy Newman                | 2:42  |
| 9.        | 「Naked Man」(裸の男)                                             | Randy Newman                | 3:06  |
| 10.       | 「A Wedding in Cherokee County」(チェロキーの結婚式)              | Randy Newman                | 3:07  |
| 11.       | 「Back On My Feet Again」(バック・オン・マイ・フィート・アゲイン) | Randy Newman                | 3:30  |
| 12.       | 「Rollin’」(ローリン)                                             | Randy Newman                | 2:53  |
| 合計時間: | 合計時間:                                                         | 合計時間:                   | 33:28 |

再発版Expanded & Remastered R2 78243（2002年）
- Disc I: Good Old Boys

| #   | タイトル                                                          | 作詞・作曲                  | 時間 |
| --- | ----------------------------------------------------------------- | --------------------------- | ---- |
| 1.  | 「Rednecks」                                                      | Randy Newman                | 3:07 |
| 2.  | 「Birmingham」                                                    | Randy Newman                | 2:45 |
| 3.  | 「Marie」                                                         | Randy Newman                | 3:07 |
| 4.  | 「Mr. President (Have Pity on the Working Man)」                  | Randy Newman                | 2:45 |
| 5.  | 「Guilty」(罪)                                                    | Randy Newman                | 2:30 |
| 6.  | 「Louisiana 1927」(ルイジアナ1927)                                | Randy Newman                | 2:54 |
| 7.  | 「Every Man A King」(エヴリ・マン・ア・キング)                    | Castro Carazo, Huey P. Long | 1:02 |
| 8.  | 「Kingfish」(キングフィッシュ)                                    | Randy Newman                | 2:42 |
| 9.  | 「Naked Man」(裸の男)                                             | Randy Newman                | 3:06 |
| 10. | 「A Wedding in Cherokee County」(チェロキーの結婚式)              | Randy Newman                | 3:07 |
| 11. | 「Back On My Feet Again」(バック・オン・マイ・フィート・アゲイン) | Randy Newman                | 3:30 |
| 12. | 「Rollin’」(ローリン)                                             | Randy Newman                | 2:53 |
| 13. | 「Marie（デモ：ボーナス・トラック）」(愛するマリー)               | Randy Newman                |      |

- Disc II: Johnny Cutler's Birthday

| #   | タイトル                       | 作詞 | 作曲・編曲 |
| --- | ------------------------------ | ---- | ---------- |
| 1.  | 「Rednecks」                   |      |            |
| 2.  | 「If We Didn't Have Jesus」    |      |            |
| 3.  | 「Birmingham」                 |      |            |
| 4.  | 「The Joke」                   |      |            |
| 5.  | 「Louisiana」                  |      |            |
| 6.  | 「My Daddy Knew Dixie Howell」 |      |            |
| 7.  | 「Shining」                    |      |            |
| 8.  | 「Marie」                      |      |            |
| 9.  | 「Good Morning」               |      |            |
| 10. | 「Birmingham Redux」           |      |            |
| 11. | 「Doctor, Doctor」             |      |            |
| 12. | 「Albanian Anthem」            |      |            |
| 13. | 「Rollin' 」                   |      |            |

## 参加ミュージシャン
- ランディ・ニューマン Randy Newman - ピアノ、シンセサイザー、ボーカル
- デニス・バディマー Dennis Budimir - アコースティック・ギター
- ロン・エリオット Ron Elliott - アコースティック・ギター
- ラス・タイトルマン Russ Titelman - アコースティック・ギター、エレクトリック・ギター、エレクトリック・ベース
- ドン・ヘンリー Don Henley - バック・ボーカル
- グレン・フライ Glenn Frey - バック・ボーカル
- レッド・カレンダー Red Callender - ベース
- アンディ・ニューマーク Andy Newmark - ドラムス
- ジム・ケルトナー Jim Keltner - ドラムス
- ミルト・ホランド Milt Holland - ドラムス、パーカッション
- ウィリー・ウィークス Willie Weeks - エレクトリック・ベース
- ライ・クーダー Ry Cooder - エレクトリック・ギター
- ジョン・プラテイニア John Platania - エレクトリック・ギター
- アル・パーキンズ Al Perkins - ペダル・スティール・ギター
- ボビー・ホール・ポーター Bobbye Hall Porter - パーカッション